# يولاندا فينتورا
يولاندا فينتورا (بالإسبانية: Yolanda Ventura Román)‏ هي مغنية وعارضة وممثلة إسبانية ومكسيكية، ولدت في 21 أكتوبر 1968 في إسبانيا.

## وصلات خارجية
- يولاندا فينتورا على موقع IMDb (الإنجليزية)
- يولاندا فينتورا على موقع ديسكوغز (الإنجليزية)
- يولاندا فينتورا على موقع قاعدة بيانات الفيلم (الإنجليزية)